# Joyful Gospel
Joyful Gospel ist ein Gospelchor aus Hamburg. 

## Geschichte
Der Chor entstand 1992, als sich acht Sängerinnen und Sänger Volker Dymel formierten, um einer Einladung zur Veranstaltung eines Gospelkonzerts in einer Buxtehuder Gaststätte zu folgen. Nach fünf Jahren Bühnenerfahrung erschien 1997 das Debütalbum Joyful Gospel im Label Lord Records für populäre christliche Musik der heutigen Gerth Medien. In der folgenden Zeit trat der Chor jährlich in über 70 Konzerten live und im Rundfunk auf. Neben Künstlern der christlichen Musikszene wie Albert Frey realisierte der Chor auch gemeinsame Bühnenprojekte mit säkularen und internationalen Künstlern wie Michael Bolton, Mr. President und Drafi Deutscher und brachte erfolgreiche Talente hervor wie Florence Joy, Hanjo Gäbler, David Thomas und Sarah Brendel.
Der Chor ist heute Teil der Hamburger Musikszene und regelmäßig geladener Gast zu Benefizveranstaltungen humanitärer Organisationen wie Amnesty International sowie zu Events von Wirtschaftsunternehmen wie Tchibo, Görtz und Pfizer. Weiterhin spielt der Chor jährlich für die Hamburger Krebsforschung im Hamburger Michel.

## Diskografie
- CD Joyful Gospel - Rivers of Joy. (Hänssler-Music, 1996)
- CD Joyful Gospel - Joy. (Schulte & Gerth, 1998)
- CD Joyful Gospel - Live. (Schulte & Gerth, 2000)
- CD Joyful Gospel - Keep On. (Gerth Medien, 2002)
- CD Best Of Joyful Gospel. (Gerth Medien, 2005)
- CD Volker Dymel & his Gospel Choirs. (Dymel Production, 2007)
- CD Volker Dymel & Joyful Gospel - Because of You. (Dymel Production, 2009)
- CD Volker Dymel & Joyful Gospel - He is there. (Dymel Production, 2012)
- DVD Volker Dymel, Joyful Gospel & his Gospel Choirs - Jubiläumskonzert (Dymel Production, 2012)
- DVD Volker Dymel, Joyful Gospel & his Gospel Choirs - Live im Hamburger Michel (Dymel Production, 2014)
- CD Volker Dymel, Joyful Gospel & his Gospel Choirs - I will enter your presence. (Dymel Production, 2016)
- DVD Volker Dymel, Joyful Gospel & his Gospel Choirs - I will enter your presence. (Dymel Production, 2016)

### Zusammenarbeit und Mitwirkung
- Go Gospel. (Edel Records)
- Bewegte Weihnachten. (Hänssler Music, 1995)
- Songs Of Hope 1999. (Sampler; Gerth Medien, 1999)
- Gospel Highlights. (Sampler; Gerth Medien, 2002)
- Gerth Music Festival, Vol. 02: Gospel And Choir. (Sampler; Gerth Medien, 2004)